# Mimmo Calopresti
Mimmo Calopresti (Polistena, Calabria, 4 de enero de 1955) es un cineasta, guionista, productor y actor italiano. Ha dirigido más de treinta filmes, documentales y cortometrajes desde 1987. Su película La seconda volta fue exhibido en el Festival de Cine de Cannes de 1996.

## Filmografía

### Como director
- 2020 - Dal Sud del Sud d'Europa
- 2019 - Aspromonte - La terra degli ultimi
- 2019 - Cani sciolti: Ritratto di Marcello Fonte
- 2017 - Immondezza
- 2016 - La fabbrica fantasma
- 2015 - Uno per tutti
- 2015 - Socrates uno di noi
- 2014 - Equilibri precari
- 2013 - Madre di pietà
- 2012 - Uno al giorno
- 2010 - 1960 I ribelli
- 2009 - La maglietta rossa
- 2009 - L'Aquila 2009
- 2008 - La fabbrica dei tedeschi
- 2007 - L'abbuffata
- 2006 - Volevo solo vivere
- 2005 - Come si fa a non amare Pier Paolo Pasolini
- 2005 - Dov'è Auschwitz?
- 2004 - Una bellissima bambina
- 2004 - L'ora della lucertola
- 2003 - La felicità non costa niente
- 2000 - Preferisco il rumore del mare
- 1999 - Tutto era Fiat
- 1998 - La parola amore esiste
- 1995 - La seconda volta
- 1992 - Remzija
- 1991 - Paolo ha un lavoro
- 1990 - Alla Fiat era così
- 1990 - Italia '90: lavori in corso
- 1989 - Fratelli minori
- 1987 - Ripresi